# Vleesvervanger

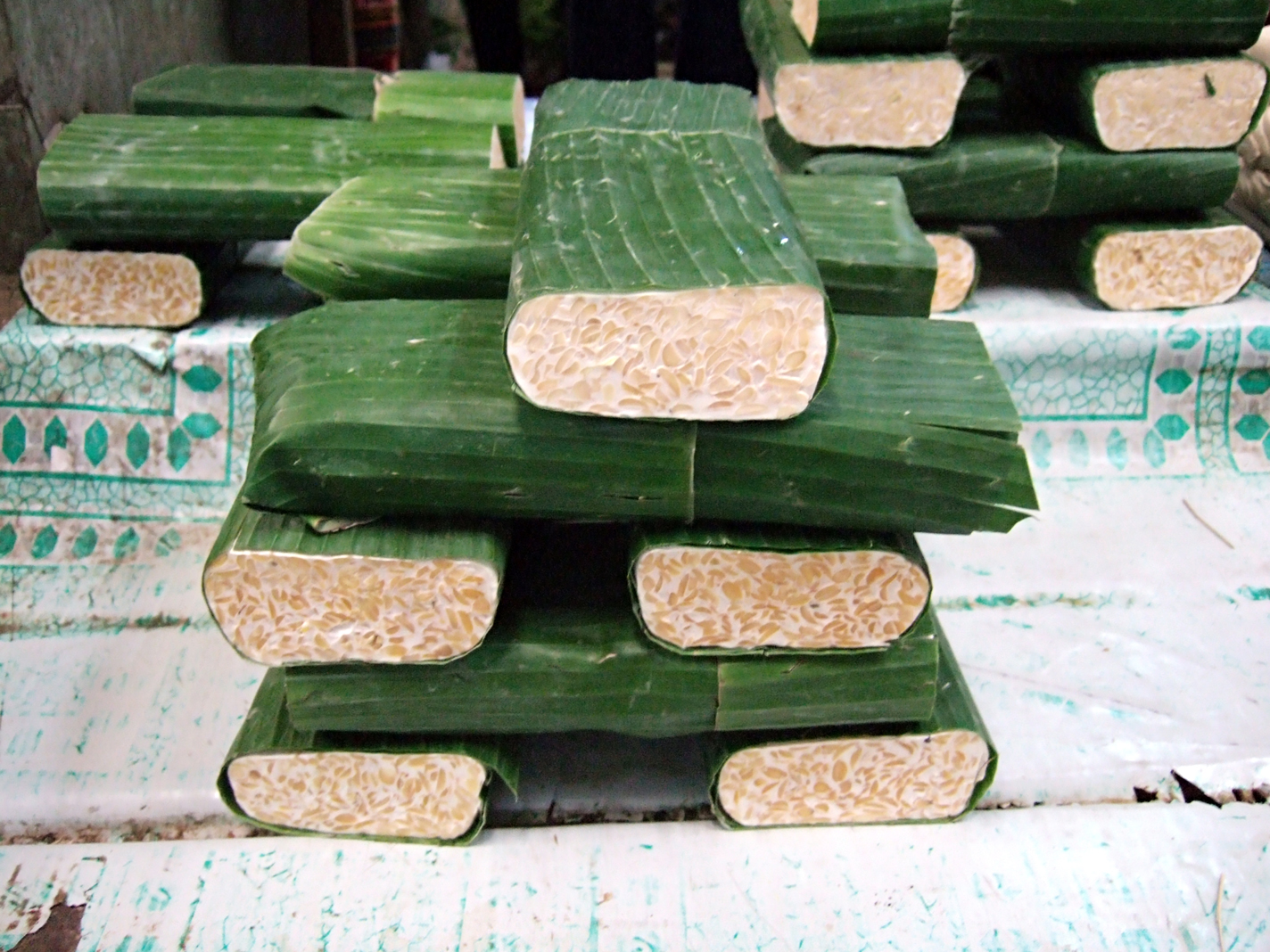
Tempé

Vleesvervangers of vleesopvolgers zijn voedingsmiddelen die bedoeld zijn om de functie van vlees als maaltijdcomponent bij de warme maaltijd, of de functie van vleeswaren als snack of als broodbeleg, te vervangen. Dit kan worden gedaan vanwege de voedingsstoffen of om de 'hartigheid' of structuur van de maaltijd.
Vlees bevat met name eiwitten (proteine), en sporen van ijzer en vitamine B12. Als vervanger kunnen eiwitten uit planten, zuivel, vis, insecten, eieren of schimmels dienen. Noten, peulvruchten (met name sojabonen en kikkererwten), pinda's, paddenstoelen, eieren en kaas zijn veelgebruikte vervangers.
Specifieke vleesvervangers worden onder meer gegeten door vegetariërs en veganisten, consumenten die minder vlees willen eten of vanwege religieuze onthouding zoals binnen de katholieke kerk. Plantaardige eiwitproducten kunnen qua voedingswaarde vlees vervangen. Imitatievleesproducten zijn vaak kant-en-klaar te koop. In 2009 werd er in Nederland voor 62 miljoen euro aan vleesvervangers omgezet, in 2020 was dat opgelopen tot 190 miljoen euro.

## Geschiedenis
In de Verenigde Staten hebben zevendedagsadventisten, die vegetarisme promoten vanuit hun geloofsovertuiging, grote invloed gehad in de ontwikkeling van vegetarische voeding. Denk hierbij aan de zevendedagadventist Dr. J.H. Kellogg (van onder meer de cornflakes) of producenten als La Sierra Foods en Worthington Foods. In 1922 werd Textured vegetable proteine (TVP) onder de naam 'Soy Bean Meat' in de staat Tennessee voor het eerst commercieel op de markt gebracht. Zo werd TVP ontwikkeld door Ellen G. White, oprichtster van de Adventkerk in de Verenigde Staten. Het werd door de warenhuisketen Vroom & Dreesmann in 1968 onder de noemer 'kunstvlees' zonder succes op de Nederlandse markt gebracht.
Falafel, gefrituurde balletjes van kikkererwten en/of tuinbonen, worden in het Midden-Oosten al heel lang gegeten. Wanneer dit gerecht ontstaan is, is onduidelijk. Een aanname is dat het zo'n 1000 jaar geleden voor het eerst gemaakt is in Egypte, maar er zijn ook theorieën die zeggen dat het in de 6e eeuw ontstond op het Indisch subcontinent.
Nieuwer zijn vleesvervangers van zuivel (bijvoorbeeld Valess), schimmelculturen (bijvoorbeeld Quorn) of lupine (bijvoorbeeld Vivera). In de toekomst kunnen ook algen als eiwitbron gebruikt worden, die bestaan voor 50% uit eiwit. Er is al een vegetarische burger die deels bestaat uit algen. Ook is het denkbaar om delen van de suikerbiet die resteren na de suikerproductie als bron voor vleesvervangers te gaan gebruiken.

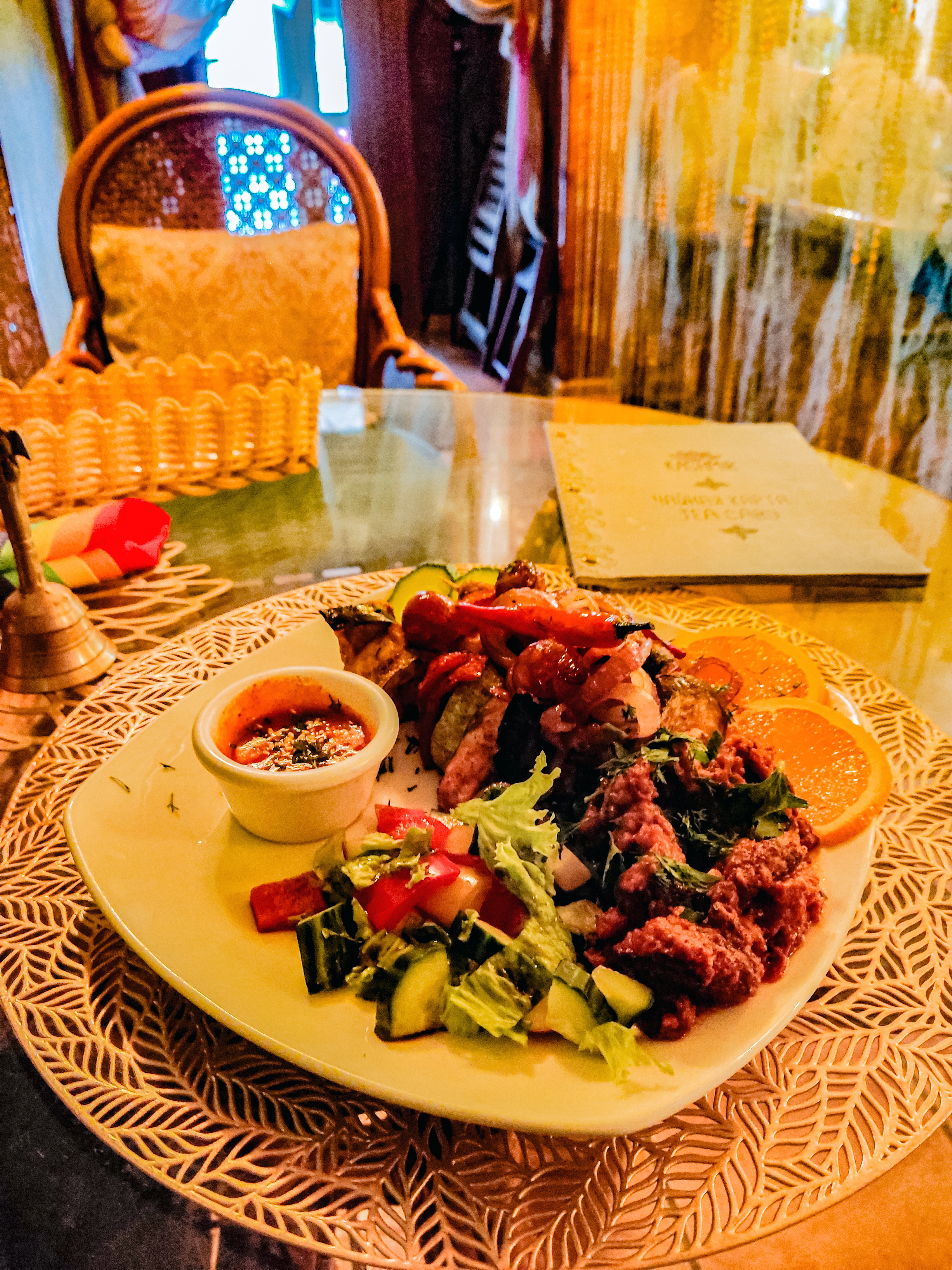
Vleesvervanger kebab in een Indiaas restaurant in Sint-Petersburg, Rusland

Vanaf begin 21e eeuw wordt geïnvesteerd in plantaardig vlees waarbij met voedingstechnologie gestreefd wordt om de smaak en structuur van vlees te evenaren. Het doel is een commercieel aantrekkelijk alternatief te produceren voor vlees.

## Verkrijgbaarheid
Een assortiment van kant-en-klare vleesvervangende producten is in vrijwel elke supermarkt en natuurvoedingswinkel te vinden. Aziatische winkels verkopen Aziatische vleesvervangers. Er bestaan ook vegetarische (web)winkels met een assortiment aan vleesvervangers.
Vaak betreft het imitaties van vleesproducten zoals burgers, schnitzels, filet of balletjes, soms ook creatievere nieuwe producten zoals bijvoorbeeld rondo's en groenteschijven. 
Behalve vleesvervangers bestaan er ook visvervangers en zuivelvervangers.